# La gola e 'l somno et l'otïose piume
La gola e 'l somno et l'otïose piume è la settima lirica (RVF 7), nonché il sonetto VII (7), del Canzoniere di Francesco Petrarca, nel quale l'autore esorta un amico a completare una sua opera letteraria nonostante l'avversità dei tempi nei confronti dello studio.

## Testo
| Testo | Parafrasi |
| --- | --- |
| La gola e ’l somno et l’otïose piume ànno del mondo ogni vertú sbandita, ond’è dal corso suo quasi smarrita nostra natura vinta dal costume; et è sí spento ogni benigno lume del ciel, per cui s’informa humana vita, che per cosa mirabile s’addita chi vòl far d’Elicona nascer fiume. Qual vaghezza di lauro, qual di mirto? Povera et nuda vai philosophia, dice la turba al vil guadagno intesa. Pochi compagni avrai per l’altra via: tanto ti prego più, gentile spirto, non lassar la magnanima tua impresa. | La golosità, la pigrizia e i morbidi letti (la lussuria) hanno cancellato ogni virtù del mondo, così dalla retta via è quasi smarrita la nostra natura, vinta dalla moda; e si è così affievolito ogni influsso positivo del cielo, da cui si plasma la vita spirituale, al punto che si addita come stravagante chi vuole fare nascere un fiume dal monte delle muse (chi crea poesia). Chi desidera più il lauro (la gloria poetica) e il mirto (la poesia amorosa)? "Filosofia, cammini povera e nuda" dice la folla interessata al vile guadagno. (Oh Filofosia) Avrai pochi compagni per la via degli studi: tanto più ti prego, oh nobile eletto, non lasciare la tua grandiosa impresa. |

## Analisi strutturale
Il sonetto è costituito da 14 versi, tutti in endecasillabi, divisi in quattro strofe: 2 quartine e 2 terzine. Le rime sono costruite secondo lo schema metrico ABBA, ABBA; CDE, DCE.